# Nieuport B.N.1
El Nieuport B.N.1 fue un prototipo de avión de caza monomotor británico de la época de la Primera Guerra Mundial. Era un biplano monomotor destinado a sustituir al Sopwith Camel, pero sólo se construyó un ejemplar, resultando destruido en un accidente. El Sopwith Snipe se construyó para reemplazar al Camel.

## Diseño y desarrollo
En 1917, como resultado de una investigación oficial (el Informe Burbidge) sobre las actividades del Royal Aircraft Establishment, cesó el diseño y la construcción de aeronaves en Farnborough, y los equipos de diseño de la fábrica se disolvieron. Esto permitió a Nieuport & General Aircraft Co Ltd, que se había formado en 1916 para producir bajo licencia aviones Nieuport franceses, en Cricklewood, Londres, adquirir los servicios de Henry Folland, anteriormente responsable del diseño del caza S.E.5, como diseñador jefe. Su primer diseño para Nieuport & General fue otro caza, destinado a cubrir la especificación A.1.A de la Oficina Aérea para reemplazar al Sopwith Camel, en competencia con los diseños presentados por Sopwith (el Sopwith Snipe), Austin Motors (el Austin Osprey) y Boulton & Paul (el Bobolink).
Este avión, designado Nieuport B.N.1 (por "British Nieuport", "Nieuport británico"), era un biplano tractor monomotor y monoplaza de construcción en madera. Tenía alas de dos vanos de igual envergadura y sin decalaje, fuselaje de lados planos y estaba propulsado por un motor rotativo Bentley B.R.2 de 172 kW (230 hp). Una característica distintiva era una aleta ventral, como la utilizada en el S.E.5 (que se convertiría en una marca distintiva de muchos de los diseños de Folland). El armamento consistía en un par normal de ametralladoras Vickers sincronizadas junto con una ametralladora Lewis montada en el ala superior, que disparaba por encima de la hélice.
Se ordenaron tres B.N.1, el primero de los cuales voló en febrero de 1918. Cuando se evaluó, demostró un rendimiento generalmente superior al Snipe, con un techo mucho mejor. Sin embargo, resultó destruido el 10 de marzo de 1918 cuando su motor (el sexto B.R.2 construido) se incendió en el aire. Esto provocó que se abandonara el B.N.1 y se comprara el Snipe para reemplazar al Camel, y Folland se concentró en el diseño del más avanzado Nieuport Nighthawk.

## Especificaciones
Referencia datos: The British Fighter since 1912.

### Características generales
- Tripulación: Uno (piloto)
- Longitud: 5,6 m (18,5 ft)
- Envergadura: 8,5 m (28 ft)
- Altura: 2,7 m (9 ft)
- Superficie alar: 24 m² (258,3 ft²)
- Peso cargado: 921 kg (2029,9 lb)
- Planta motriz: 1× motor rotativo de 9 cilindros refrigerado por aire Bentley B.R.2.
  - Potencia: 170 kW (234 HP; 231 CV)
- Hélices: Bipala de madera de paso fijo
- Capacidad de combustible: 160 L[6]

### Rendimiento
- Velocidad máxima operativa (Vno): 204 km/h (127 MPH; 110 kt) a 4600 m (15 000 pies)
- Alcance: 3 h
- Techo de vuelo: 7900 m (25 919 ft) (absoluto)
- Tiempo a altitud: 16 min para 4600 m (15 000 pies)

### Armamento
- Ametralladoras: 

  - 2x Vickers de 7,7 mm fija frontal sincronizada
  - 1x Lewis de 7,7 mm fija frontal sobre el ala

## Aeronaves relacionadas

### Desarrollos relacionados
- Nieuport Nighthawk

### Aeronaves similares
- Sopwith Snipe
- Boulton Paul Bobolink
- Austin Osprey
- Armstrong Whitworth Armadillo